# Max Burgmann
Max Adolph Burgmann (* 26. Oktober 1844 in Goldberg; † 7. März 1929 in Schwerin) war ein deutscher Jurist und Bürgermeister von Schwerin.

## Leben
Burgmann wurde 1844 als Sohn eines Verwalters geboren und studierte nach dem Besuch des Gymnasiums in Goldberg Rechtswissenschaften an den Universitäten in Jena, Berlin, Leipzig, Rostock und Heidelberg. 1862 wurde er Mitglied der Burschenschaft Teutonia Jena. Nach seinem Studium arbeitete er 1873 als Advokat und Prokurator in Schwerin, von 1874 bis 1878 als Amtsauditor, 1879 als Amtsmitarbeiter am Stadtgericht Marlow, 1880 als Amtsrichter, Gerichtsassessor und Amtsanwalt. Von 1881 bis 1898 war er als Ratsherr Mitglied des Magistratskollegiums in Schwerin und Ratsdeputierter bzw. Senator. Von 1884 bis 1906 war er Dirigent der Armendirektion, von 1891 bis 1898 Stadtsyndikus und von 1898 bis 1918 Bürgermeister von Schwerin. Nach seiner Pensionierung wurde ihm 1918 das Ehrenbürgerrecht der Stadt Schwerin verliehen.